# Charles de Batz de Castelmore d'Artagnan
Charles de Batz de Castelmore cunoscut sub numele de d'Artagnan și mai târziu, contele d'Artagnan (n. 1611, Château de Castelmore⁠(d), Midi-Pyrénées, Franța – d. 25 iunie 1673, Maastricht, Țările de Jos) a fost muschetar francez, care a servit în timpul regelui Ludovic al XIV-lea drept căpitanul muschetarilor de gardă. A murit în Asediul de la Maastricht în Războiul franco-olandez. O relatare fictivă a vieții sale de către Gatien de Courtilz de Sandras a constituit baza romanțelor d'Artagnan ale lui Alexandre Dumas, tatăl, dintre care cea mai faimoasă este Cei trei muschetari (1844). Versiunea fictivă a lui d'Artagnan prezentată în lucrările lui Dumas și adaptările ulterioare este astăzi mult mai cunoscută decât figura istorică reală.

## Familia și originile

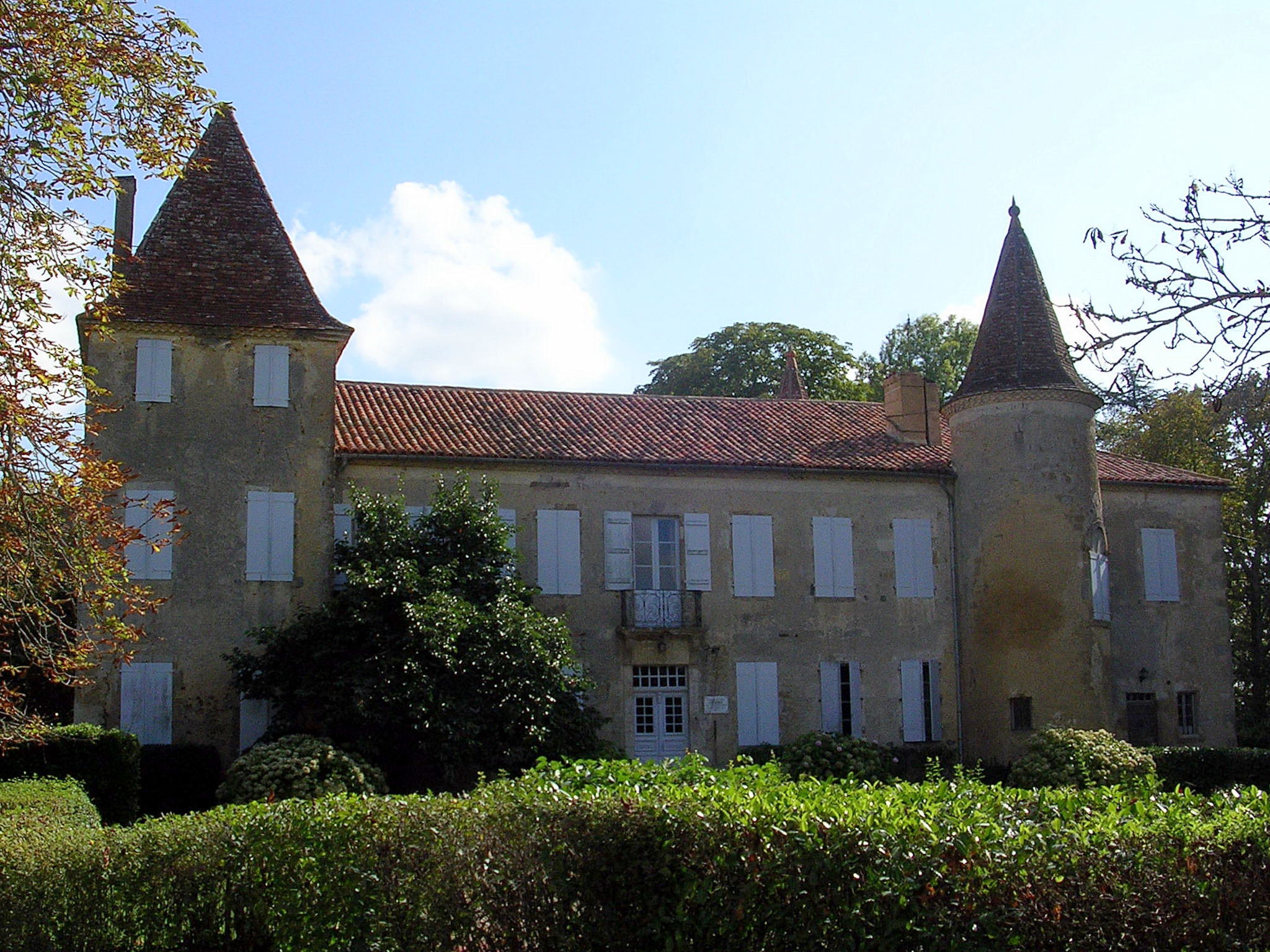
Castelul Castelmore

D'Artagnan s-a născut la castelul Castelmore lângă Lupiac, în sud-vestul Franței. Tatăl său, Bertrand de Batz, seigneur de Castelmore, era fiul unui negustor înnobilat, Arnaud de Batz, care a cumpărat castelul Castelmore. Charles de Batz a plecat la Paris în anii 1630, folosind numele mamei sale Françoise de Montesquiou d'Artagnan. D'Artagnan a găsit o modalitate de a intra la muschetari în 1632 prin sprijinul unchiului său, Henri de Montesquiou d'Artagnan sau poate datorită influenței prietenului lui Henri, Monsieur de Tréville (Jean-Armand du Peyrer, Conte de Troisville). D'Artagnan s-a alăturat gărzilor la mijlocul anilor 1630 și a servit sub capitanul des Essarts. 
Regimentul a avut parte de multe acțiuni la începutul anilor 1640, luând parte la asediile de la Arras, Aire-sur-la-Lys, la Bassée și Bapaume în 1640–41 și la Collioure și Perpignan în 1642. Dacă d'Artagnan a fost sau nu implicat personal este neclar, dar este probabil că a participat la unele, dacă nu la toate aceste asedii. În timp ce se afla la muschetari, d'Artagnan a căutat protecția influentului cardinal Mazarin, primul ministru al Franței din 1643. În 1646, compania muschetarilor a fost dizolvată, dar d'Artagnan a continuat să-l slujească pe protectorului său Mazarin. 

## Căsătorie și copii
D'Artagnan s-a căsătorit la 5 martie 1659 cu Anne-Charlotte Boyer de Chanlecy, lady de Sainte-Croix, născută în 1624 (fiica lui Charles Boyer, lord de Chanlecy și Sainte-Croix și a lui Claude de Rymon, lady de la Rochette) văduvă a lui Jean-Elenor de Damas.
Destul e curând cuplul a încetat să mai trăiască împreună. D'Artagnan a preferat câmpurile de luptă, iar soția sa a părăsit Parisul și a locuit pe moșia sa de la Sainte-Croix, unde a murit la 31 decembrie 1683.
Ei au avut doi copii: Louis (cel mai mare) născut în 1660 și Louis (cel mai mic) născut la 4 iulie 1661, la Chalon-sur-Saône. Amândoi au devenit militari.